# Most Studenčica
Most Studenčica cestovni je most koji na dionici Zvirovići - granični prijelaz Bijača bosanskohercegovačke autoceste A1 premošćuje dolinu rijeke Studenčice kod mjesta Studenci.
Armiranobetonski most projektiran je kao dvojna građevina, tj. svaki smjer autoceste zasebna je građevina. Širina svake zasebne građevine zajedno s ogradama iznosi 12,42 m. Most je dug 555 m, najveće visine oko 90 m, raspona 70,00 + 3 x 120,00 + 80,00 + 45,00 m, a građen je sustavom slobodne konzolne gradnje.

## Vanjske poveznice
|  | Zajednički poslužitelj ima još gradiva o temi Most Studenčica |